# António Lobo de Carvalho
António Lobo de Carvalho, nasceu em Guimarães, por volta de 1730, sendo filho de Diogo Ferreira da Silva e de Jerónima Lobo. Ignora-se que tipo de educação teve. De índole turbulenta, teve, a certa altura, de fugir para o Porto, onde ficou a viver. Mais tarde, partiu dali para Lisboa, onde deu largas ao seu talento de poeta satírico. Pasquim vivente, chamava-lhe o Doutor Sampaio, célebre advogado daqueles tempos. Ficou também conhecido como O Lobo da Madragoa. Manteve-se sempre solteiro. Faleceu em 26 de Outubro de 1787 e foi sepultado no extinto convento de Jesus da ordem terceira de S. Francisco, da paróquia de Nossa Senhora das Mercês. Foi amigo do poeta João Xavier de Matos, que faleceu pouco depois dele, em 1789.
Uma boa parte das suas poesias foi editada por Inocêncio Francisco da Silva em 1852, com o título de “Poesias joviaes e satyricas”, indicando como falso lugar da edição Cadix, sendo o livro publicado com toda a probabilidade em Lisboa.